# Utemis Ałdabergenow
Utemis Ałdabergenow (kaz. Өтеміс Алдабергенов, ros. Утемис Алдабергенов, ur. 4 grudnia 1917 w aule Baksais w guberni orenburskiej, zm. 2 marca 1991 w Aktiubińsku) – działacz partyjny i państwowy Kazachskiej SRR.

## Życiorys
Od 1938 do 1940 uczył się w Kazachskim Państwowym Instytucie Pedagogicznym im. Abaja (ukończył w 1957), od 1940 do 1942 pracował w szkole średniej jako kierownik sekcji edukacyjnej i dyrektor szkoły, od 1942 do 1945 służył w Armii Czerwonej, w 1942 był kursantem wojskowej szkoły politycznej w Leningradzie. Należał do WKP(b), w 1946 został lektorem Komitetu Obwodowego Komunistycznej Partii (bolszewików) Kazachstanu w Aktiubińsku, a w 1949 sekretarzem i następnie II sekretarzem Komitetu Rejonowego KP(b)K we wsi Dżurun w obwodzie aktiubińskim, od 1952 do 1954 był przewodniczącym Chobdyńskiej Rady Rejonowej w obwodzie aktiubińskim. Od 1954 do 1958 studiował w Wyższej Szkole Partyjnej przy KC Komunistycznej Partii Kazachstanu, 1958-1960 kierował Wydziałem Organów Partyjnych Komitetu Obwodowego KPK w Aktiubińsku, a od 1960 do stycznia 1963 był przewodniczącym Komitetu Wykonawczego Aktiubińskiej Rady Obwodowej. Od 1963 do 1965 kierował Zachodniokazachstańskim Krajowym Zarządem Przemysłu Lokalnego i Obsługi Gospodarstw Domowych, a od 1965 do 1980 kierownikiem Aktiubińskiego Obwodowego Zarządu Usług Publicznych, następnie przeszedł na emeryturę.

## Odznaczenia
- Order Wojny Ojczyźnianej I klasy
- Order Czerwonego Sztandaru Pracy
- Order Czerwonej Gwiazdy